# Paralovo (miasto Novi Pazar)
Paralovo (cyr. Паралово) – wieś w Serbii, w okręgu raskim, w mieście Novi Pazar. W 2011 roku liczyła 1333 mieszkańców.